# Estadio Olímpico José Trinidad Reyes
El Estadio Olímpico y pista de Atletismo «José Trinidad Reyes» se construyó entre 2012 y 2014 con un coste de 120 millones de lempiras, contiguo al Palacio de los Deportes de la Universidad Nacional Autónoma de Honduras (UNAH).
Tiene un área de 2.000 metros cuadrados y una capacidad de 7.500 espectadores. Cuenta con una pista de atletismo con capa asfáltica, gradería y grama natural. Esta pista tiene ocho carriles y una longitud de 400 metros lineales.

## Historia
Su construcción fue supervisada por la Secretaría Ejecutiva de Administración de Proyectos de Infraestructura (SEAPI). Fue abierto al público en febrero de 2014.
Cuenta con una categoría de competición nivel 3, certificada por la Asociación Internacional de Federaciones de Atletismo (IAAF), lo que permite su uso para la realización de campeonatos internacionales.

#### Caracterización de las Instalaciones
El Estadio Olímpico posee los siguientes niveles:
- COMPETICIÓN NIVEL 3

Categoría de certificación de la Asociación Internacional de Federaciones de Atletismo IAAF, que permite la realización de campeonatos internacionales del área y región.
- CONSTRUCCIÓN NIVEL 2

1. Una pista estándar de 8 carriles y 400 metros
2. Una ría para la carrera de obstáculos
3. 2 instalaciones de salto largo y triple salto con áreas de caída ambos extremos
4. 2 instalaciones de salto alto
5. 2 instalaciones de salto con pértiga con área de caída en ambos extremos
6. 2 instalaciones combinadas para lanzamiento de disco o martillo
7. 2 instalaciones para lanzamiento de jabalina
8. 2 instalaciones de lanzamiento de bala

- REQUISITOS ESPECÍFICOS

1. Espacios auxiliares con los que contará el proyecto
2. Espacios de calentamiento alrededor de la pista con las mismas características de la pista principal
3. Cancha de dimensiones estándar, inscrita dentro de la pista y con césped natural
4. Espacios para la preparación de atletas, jueces y entrenadores en los eventos
5. Vestuarios
6. Áreas de preparación
7. Áreas de charlas técnicas
8. Baños con sus respectivas duchas
9. Espacios auxiliares
10. Bodegas con las condiciones necesarias para albergar el equipo utilizado y los espacios para su correcto mantenimiento.

### Deportes practicables
En la cancha central se practican los siguientes deportes:
- Fútbol
- Fútbol americano
- Rugby
- Hockey sobre césped

En la pista de atletismo se practican los siguientes deportes:
- Maratones
- Competencias de salto largo
- Competencias de salto triple
- Competencias de salto alto
- Competencias de salto con pértiga
- Lanzamiento de disco
- Lanzamiento de martillo
- Lanzamiento de jabalina
- Lanzamiento de bala

## Dirección
El Palacio de los deportes se encuentra ubicado en los predios de la Universidad Nacional Autónoma de Honduras, su dirección es el 11101 del Boulevard Suyapa.